# 톰슨 로이터
톰슨 로이터 코퍼레이션(Thomson Reuters Corporation)는 미국 뉴욕 맨하탄 타임스 스퀘어에 본사를 둔 다국적 정보기업이다.

## 역사
캐나다에 본사를 둔 대규모 정보서비스 기업인 톰슨사가 2008년 4월 17일 영국에 본사를 둔 대규모 통신사인 로이터를 매수함으로써 톰슨 로이터가 설립됐다. 매수 가격은 당시 87억 파운드라고 발표됐지만, 실제로는 80억 파운드인 것으로 알려졌다. 톰슨은 이를 두고 '로이터를 사들인 목적은 2대 미디어그룹을 통합함으로써 금융 뉴스와 정보의 거대한 공급원을 만들어내는 것"이었지만, "2대 그룹의 통합으로 기대한 것은 지금도 모두 달성되지는 못했다"고 평가하고 있다. 추정에 따르면 금융 데이터 시장에서 톰슨 로이터의 점유율은 라이벌 블룸버그통신보다 10%포인트 이상 적었지만, 이후 수%포인트까지 따라붙었다.

## 개요
2015년 1분기 현재 직원은 5만3천명. 지주회사는 캐나다 우드브리지 컴퍼니(59.6%)이다.
2015년 매출은 120억2천90만 달러였다. 이중 61억 달러(50%)가 금융・리스크(Financial & Risk) 부분에서, 34억 달러(28%)가 법무 부문에서, 14억 달러(12%)가 세무・회계(Tax & Accounting）부문에서, 10억 달러(8%)가 지적재산・과학(Intellectual Property & Science）부문에서 이뤄졌다.

## 조직 재편과 사업 매각
통합후 1단계 조치로 톰슨과 로이터의 사업은 시장과 전문 부문으로 재편됐다.
- 시장 부문(Markets Division)
  - 금융・시장
  - 기업 솔루션
  - 미디어

- 전문 부문(Professional Division)
  - 법무
  - 의료・과학
  - 세무・회계

이후 구 톰슨 헬스케어 사업은 2011년 6월에 매각 결정이 내려졌고, 2012년 6월에 투자 펀드 '베리타스 캐피털'에 현금 12억5천만 달러에 매각됐다. 2011년 12월에는 구 로이터 출신 토머스 글로서 CEO가 은퇴하고, 구 톰슨 출신인 제임스 스미스 COO가 후임을 맡음으로써 톰슨 로이터 경영진 중 로이터 출신자는 사실상 없어졌다. 이후 추가적인 조직 재편이 이뤄져 다음과 같이 바뀌었다.
- 금융・리스크(Financial & Risk)
- 법무(Legal)
- 세무・회계(Tax & Accounting）
- 지적재산・과학(Intellectual Property & Science）

이후 금융・리스크 부문에 속했던 법인 서비스 부문(IR사업 등)은 2012년 12월 나스닥OMX에 현금 3억9천만 달러에 매각하기로 합의했다. 뉴스 편집 부문도 매각설이 부상했지만, 톰슨로이터 간부는 이를 부인했다. 2016년 10월에는 지적재산・과학 사업을 사모펀드 오넥스와 베어링 프라이빗 에쿼티 아시아에 매각했다. 오넥스와 베어링 프라이빗 에쿼티 아시아는 이를 바탕으로 클래리베이트 애널리틱스(Clarivate Analytics)라는 독립 기업을 세웠다.

## 인원 감축
톰슨 로이터는 사업이 부진한 금융・리스크 부문을 중심으로 인원을 감축하고 있다. 우선 2012년 2월 연내에 2천500명을 금융・리스크 부문에서 감축한다는 방침을 밝혔다. 2012년 10월에는 금융・리스크 부문 등 전사적으로 3천명을 추가 감축한다는 방침을 발표했다. 실제로 금융・리스크 부문 산하 뉴스 편집 부문에서는 2012년 11월부터 기자 등 최대 5%(약 140명 상당)을 감축하는 조치가 진행됐다.

## 노벨상 유력 후보자 발표
톰슨 로이터는 2002년 이후, 매년 노벨상 수상이 유력시되는 후보자를 발표하고 있다. 이는 톰슨 로이터의 'Web of Science'(학술 문헌 인용 데이터베이스)를 바탕으로 논문이 어느 정도 다른 학자에 의해 인용됐는지 자료를 추출함으로써 가능해진 것이다.